# Poecilanthrax pilosus
Poecilanthrax pilosus är en tvåvingeart som först beskrevs av Cole 1917.  Poecilanthrax pilosus ingår i släktet Poecilanthrax och familjen svävflugor.
Artens utbredningsområde är Kalifornien. Inga underarter finns listade i Catalogue of Life.